# دووره فیل
دُووْرهِ فیَّل، (به انگلیسی: Dovrefjell) یا کوه دُووْرهِ، یک رشته کوه، بین  محدودهٔ شهرداری دُووْرهِ، در استان اینلاندت؛ و محدودهٔ شهرداری اوپدال در استان تروندلاگ است.
دُووْرهِ فیَّل، معمولاً به عنوان کل منطقهٔ کوهستانی بین استان‌های تروندلاگ، اینلاندت؛ و موره او رومسدال، شناخته شده و در گفتگوی عادی به کار می‌رود.
در اصل، دُووْرهِ فیَّل، نام منطقه ای در اطراف جاده‌های قدیمی بین کوه‌های اطراف بود.
دُووْرهِ فیَّل، اغلب، به سادگی، تنها دُووْرهِ، نامیده می‌شود، که نام روستایی در ضلع جنوبی است؛ و در واقع، کوه دُووْرهِ، نام خود را از این روستا گرفته‌است.
چندین رودخانه مهم، برای مثال، رودخانه دیریوا و رودخانه اورکلا، از کوه دُووْرهِ، منشأ می‌گیرند.
اکثر کوه‌های بلند، که از نظر مسکونی، توسعه پیدا نکرده‌اند، به عنوان پارک ملی، محافظت می‌شوند. در سال ۱۹۷۴، پارک ملی دُووْرهِ فیَّل، تأسیس شد.
بلندترین قله، در رشته کوه دُووْرهِ، به نام اسنوهِته (کلاهک برفی)، حدود ۲۲۸۷ متر از سطح دریا ارتفاع دارد.